# Canal 11 (Guatemala)
Canal 11 (anteriormente conocido como Teleonce) es un canal guatemalteco de televisión abierta, que fue fundado en 1966 por el empresario hondureño Antonio Mourra y Fredy Azurdia, dueños de Radio Mundial y la Cadena Azul de Guatemala, el canal fue adquirido en 1995 por el grupo Albavisión por el empresario Remigio Ángel González.
Su programación esta enfocada en series y producciones cinematográficas, así como series animadas y eventos deportivos nacionales.

## Historia
Antonio Mourra, empresario hondureño nacionalizado guatemalteco, junto con Fredy Azurdia, dueños de Radio Mundial tuvieron el sueño de fundar un canal de televisión dedicado a la programación familiar, la cual se concretó a finales de octubre de 1966 con la ayuda de una antena omnidireccional y una potencia de 8000 vatios, su programación estuvo enfocada en telenovelas y series mexicanas, venezolanas y estadounidenses provenientes de The Walt Disney Company, Warner Bros., 20th Century Fox, Televisa, Radio Caracas Televisión y Venevision.
El canal estuvo enfocado también en transmisiones deportivas con los partidos de la Selección de fútbol de Guatemala, así como de la Liga Nacional de Fútbol de Guatemala, así como la transmisión de otras disciplinas deportivas en Guatemala.
Canal 11 tuvo un programa familiar propio llamado Campiña, así como también un telenoticiero a finales de la década de los 80, llamado Teleprensa.
En la década de los 80, con la compra de sus canales rivales 3 y 7 por parte de Remigio Ángel González, inició una guerra comercial en programación y en contenidos en Guatemala, provocando que este canal, así como de su señal hermana Trecevisión, sufrieran los efectos de las pérdidas económicas.
A raíz de la muerte de Antonio Mourra en 1995, Remigio Ángel González se adueña de los canales 11 y 13, convirtiendo al grupo Albavisión, en un monopolio televisivo en Guatemala.

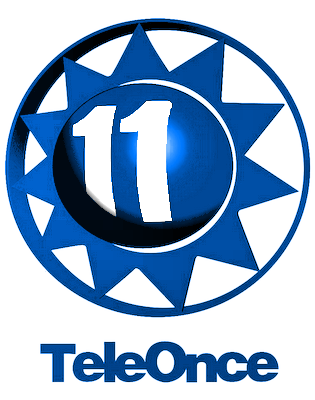
Logotipo y nombre utilizados antes de noviembre de 2022.

A principios de la década de los 2000 su programación consistía en novelas y teleseries colombianas y mexicanas, y películas por la noche.
Para 2012, Teleonce se convirtió en un canal dedicado enteramente a emitir películas 24/7 en un bloque denominado "Permanencia Voluntaria", en donde se emitían 2 películas por día, las cuáles se repetían a lo largo del día.
En 2019, Teleonce sufrió un cambio radical de programación, dado que desde finales de marzo de ese año, comenzó a emitir series animadas de la librería de Warner, unas pocas de Nickelodeon, y en su mayoría de Disney, las cuales habían sido emitidas por Trecevisión exclusivamente durante muchos años. A partir de ahí, ambos canales comparten la programación infantil.
Desde el 11 de noviembre de 2022, Teleonce, junto con los 4 canales de Albavisión Guatemala, hicieron un cambio total de imagen, y desde ese momento, se le conoció nuevamente como Canal 11, luego de 20 años con el nombre e identidad de Teleonce.
En marzo de 2025, canal 11 comienza sus transmisiones de forma nativa en full HD, esto al igual que sus canales hermanos.

## Programación

### Programas nacionales
- Área Grande
- Línea de 5
- Zona Deportiva

### Programación extranjera
- Concierto de una noche de verano de la Filarmónica de Viena
- La Casa de los Famosos México 2025 (Sólo noches de gala)

### Transmisiones deportivas
- Liga Nacional de Fútbol de Guatemala (Partidos de Comunicaciones Fútbol Club y CSD Municipal en calidad de local)
- Liga de Campeones de la Concacaf
- Liga de Naciones de la Concacaf
- Copa Centroamericana de Concacaf
- Copa Mundial de la FIFA
- Copa Mundial de Futsal de la FIFA
- Copa Mundial Femenina de Fútbol Sub-17 de la FIFA
- Juegos Olímpicos
- Partidos de la Selección Nacional de Guatemala (Solo en calidad de local)

### Programación anterior
- Campiña
- TelePrensa

## Eslóganes
- 2009-2013: Lo que ver primero
- 2013-2017: Lo que quieres ver
- 2017-2019: Nosotros lo somos bueno
- 2019-2022: Quédate en el Once
- 2022-2023: Gira tu mundo
- Navidad 2022: Somos una sola familia
- Octubre y diciembre de 2023: Para mi, para siempre será
- 2024-presente: Aquí en Canal 11